# Ethan Cepuran
Ethan Cepuran (n. 13 mai 2000, Glen Ellyn⁠(d), Comitatul DuPage, Illinois, SUA) este un patinator de viteză ce a reprezentat Statele Unite ale Americii, medaliat olimpic. A participat la o ediție a Jocurilor Olimpice (2022) în care a câștigat o medalie de bronz.